# Przyczepka jeziorna
Przyczepka jeziorna (Acroloxus lacustris) – gatunek palearktycznego ślimaka słodkowodnego z rodziny przyczepkowatych (Acroloxidae), występującego pospolicie na roślinności wodnej w różnych typach słodkowodnych, śródlądowych zbiorników wodnych oraz w wolno płynących ciekach.

## Systematyka
Gatunek opisany przez Linneusza w 10. wydaniu Systema Naturae pod nazwą Patella lacustris. Gatunek typowy rodzaju Acroloxus, przyporządkowany do rodziny przyczepkowatych.
W polskiej literaturze funkcjonuje pod nazwą przyczepka jeziorna, przywierka, przytulik jeziorny.

## Cechy morfologiczne

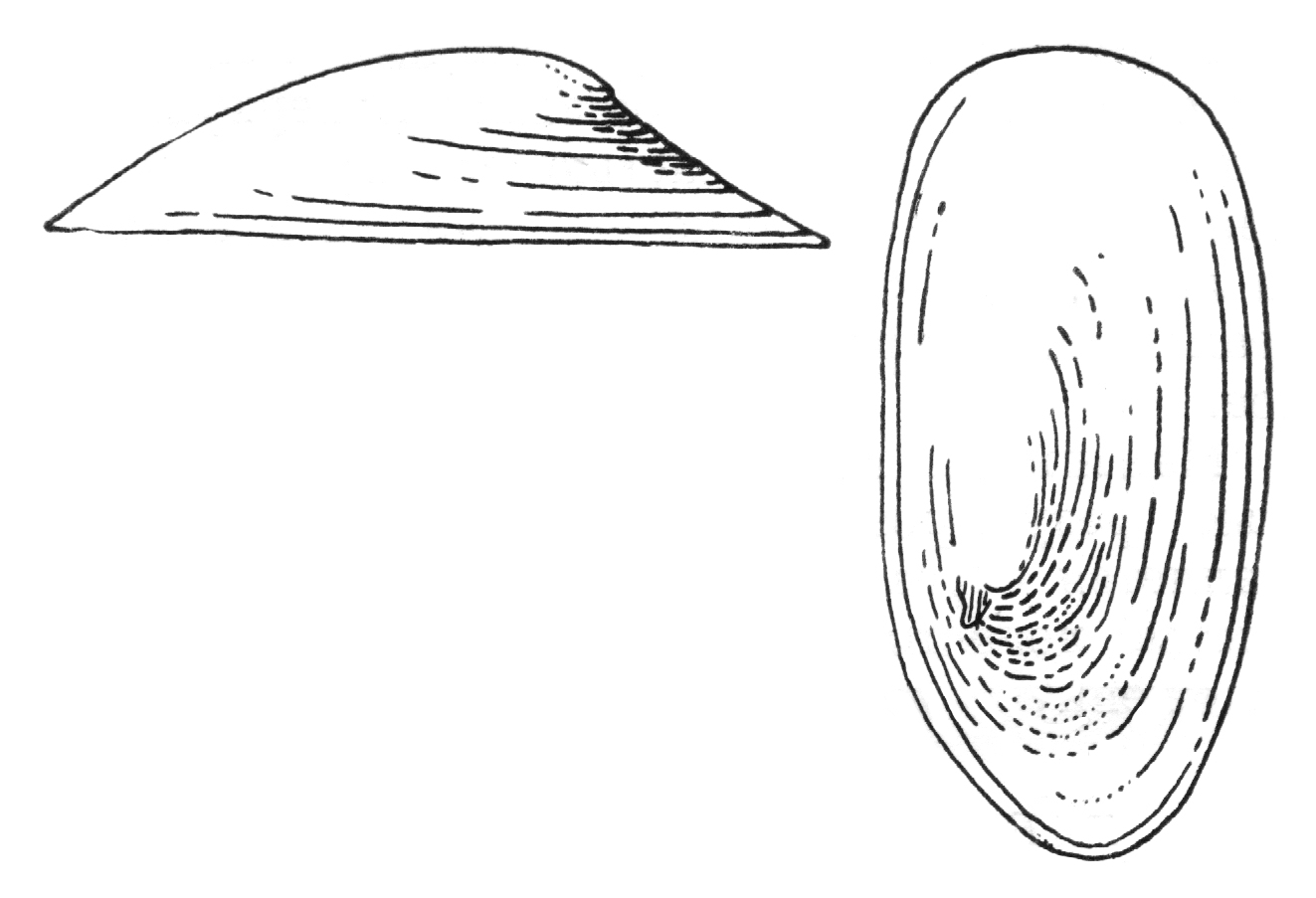
Przyczepka jeziorna – szkic muszli w widokach z góry i z boku

Muszla płaska, czapeczkowata, w zarysie lekko asymetryczna: szczyt jest przesunięty w lewo od linii środkowej, a jego wierzchołek skręcony w lewo, ponadto muszla w przedniej części jest mocniej zwężona z prawej strony i w tylnej części mocniej zwężona z lewej strony; nie posiada skrętów. Jest cienkościenna, krucha, prześwitująca, delikatnie prążkowana, o ubarwieniu od żółtoszarego do jasnobrązowego. Warstwa rogowa wystaje poza brzeg warstwy wapiennej muszli, znajdują się na niej krótkie, delikatne włoski. Otwór muszli jest podłużnie eliptyczny, jego szerokość jest równa połowie jego długości. Zmienność muszli jest niewielka. Długość muszli: 4–9 mm; szerokość: 3–5 mm; wysokość: 1,2–3 mm. Stopa ślimaka jest stosunkowo długa, zaokrąglona, produkuje duże ilości śluzu. Głowa niezbyt wyraźnie oddzielona od nogi, posiada szerokie płaty gębowe i krótkie, zaostrzone czułki. Otwór płciowy męski położony jest na głowie, za prawym czułkiem, otwór żeńskich narządów płciowych – w połowie długości ciała. Nibyskrzele o zmiennym kształcie – od krótkiego, pofałdowanego, po wydłużone, bez fałdów. Ciało ma barwę żółtoszarą, na głowie i grzbiecie w nieco ciemniejszym odcieniu.

## Występowanie
Gatunek europejsko-syberyjski. Zasięg występowania obejmuje niemal całą Europę z wyjątkiem jej krańców południowych i północnych. Jest szeroko rozprzestrzeniona w południowo-wschodniej, wschodniej i środkowej Europie. Występuje również w Jeziorze Ochrydzkim. W Polsce spotykana na obszarze całego kraju z wyjątkiem obszarów podgórskich i górskich (pojedyncze stanowiska są znane z niższych partii Sudetów), w północnej części kraju pospolicie.

## Biologia i ekologia

### Zajmowane siedliska
Gatunek zasiedla litoral słodkowodnych, śródlądowych zbiorników wodnych (jeziora o różnej wielkości, stawy, starorzecza) i cieków o wolnym spokojnym nurcie (unika odcinków o wartkim nurcie). Zbiorniki, których jest spotykany, cechuje twarda woda o pH w zakresie 6,6–8,6. Ślimaki tego gatunku bytują głównie na zanurzonych częściach pionowych łodyg roślin wodnych (trzciny pospolitej (Phragmites communis), pałek wodnych (Typha), tataraku (Acorus calamus), manny (Glyceria), jeżogłówki (Sparganium), sitowia (Scirpus). Znajdowane były też na liściach makrofitów zanurzonych (na rdestnicach i osoce aloesowatej (Stratiotes aloides)) i pływających (na grążelach (Nuphar), i grzybieniach (Nymphaea)) oraz na rozkładających się kłączach roślin i liściach opadłych z drzew.

### Odżywianie
Zdrapywacze, żywią się glonami i mikroorganizmami peryfitonowymi, a także obumarłymi, gnijącymi fragmentami roślin. Na porośniętych przez glony łodygach Scirpus lacustris i pałki wąskolistnej (Typha angustifolia) osobniki tego gatunku mogą występować masowo.

### Rozmnażanie
Obojnaki, do rozrodu przystępują osobniki o wymiarach muszli od około 5,2 mm. Sezon rozrodczy rozpoczyna się wczesnym latem (w czerwcu). Jaja składane są w przezroczystych, romboidalnych i lekko zaokrąglonych kokonach jajowych, których część końcowa jest wyciągnięta na kształt rogu. Kokony jajowe przyczepiane są do roślin wodnych, zawierają zwykle 8–10 jaj o wymiarach 0,8×0,47 mm. Czas rozwoju jaja wynosi 20–26 dni. Rozwój prosty, wielkość osobników młodocianych to 1,2–3,3 mm. Długość życia osobnika to około 1 rok, osobniki młodociane dorastają jesienią i wiosną następnego roku, i przystępują do rozrodu latem.

## Interakcje międzygatunkowe
Ślimaki tego gatunku są żywicielami cerkarii wielu gatunków przywr. Polują na nie pijawki: Glossiphonia complanata i Glossiphonia heteroclita. W jamie płaszcza występować może komensaliczny skąposzczet Chaetogaster limaei.

## Zagrożenia i ochrona
Gatunek ten jest wrażliwy na zanieczyszczenia wody, dlatego jego liczebność zmniejsza się z powodu wzrastającego zanieczyszczenia środowiska. Gatunek jest pospolity i szeroko rozprzestrzeniony, stąd IUCN przypisała mu status gatunku najmniejszej troski (LC).